# Maniac (canção de Conan Gray)
"Maniac" é uma canção do cantor americano Conan Gray. A canção foi lançada em 25 de outubro de 2019, como terceiro single de seu álbum de estreia, Kid Krow (2020). Foi composta pelo próprio em conjunto com Dan Nigro, e produzida pelo último.

## Composição e letra
Gray escreveu "Maniac" no chuveiro depois de receber uma mensagem de texto de um ex-amante à meia-noite. O ex-supostamente estava espalhando rumores sobre como Gray era "uma aberração que não os deixaria em paz", continua ele, "quando na realidade eles eram a aberração". Ele se referiu à música como "uma canção catártica pós-término dedicada a ex-psicóticos". Madeline Roth, da MTV, descreveu a música como "um total sonho de febre dos anos 80, marcado por sintetizadores cintilantes e letras peculiares de Gray sobre um ex inconstante que o deixa simultaneamente divertido e magoado".

## Vídeo musical
No videoclipe dirigido pelo BRUME para "Maniac", que tem mais de 10 milhões de visualizações, a atriz inglesa Jessica Barden está trabalhando no turno da noite no teatro / cinema antes de se defenderem de sua exótica psicótica. namorados que ressuscitaram dos mortos. Roth disse que o videoclipe "cinematográfico" presta homenagem a clássicos de terror como Dawn of the Dead (2004) e Zombieland (2009).

## Desempenho nas tabelas musicas
| Tabela musical (2020)                             | Melhor posição |
| ------------------------------------------------- | -------------- |
| Austrália (ARIA)                                  | 24             |
| Bélgica (Ultratip de Flandres)                    | 41             |
| Irlanda (IRMA)                                    | 83             |
| Lituânia (AGATA)                                  | 68             |
| Nova Zelândia (RMNZ)                              | 29             |
| Polónia (Polish Airplay Top 100)                  | 63             |
| Coreia do Sul (Gaon)                              | 44             |
| Estados Unidos (Billboard Bubbling Under Hot 100) | 25             |

## Certificações
| Região | Certificação | Vendas   |
| --- | ------------ | -------- |
| Canadá (Music Canada) | Ouro         | 40,000‡  |
| Estados Unidos (RIAA) | Ouro         | 500,000‡ |
| *vendas baseadas apenas na certificação ^distribuições baseadas apenas na certificação ‡números de vendas+streaming baseados apenas na certificação |              |          |